# Köslin–Belgarder Bahnen
| Abzweig geradeaus und von links                           |      | Strecke von Danzig–Stolp                                   | Strecke von Danzig–Stolp                                   |
| Bahnhof                                                   | 0,0  | Köslin Kleinbahnhof (Koszalin Wąskotorowy)                 | Köslin Kleinbahnhof (Koszalin Wąskotorowy)                 |
| Abzweig geradeaus und nach rechts                         |      | Strecke nach Belgard–Stargard                              | Strecke nach Belgard–Stargard                              |
| ehemaliger Haltepunkt / Haltestelle                       | 1,8  | Köslin Gasanstalt (Koszalin Podgórze)                      | Köslin Gasanstalt (Koszalin Podgórze)                      |
| ehemaliger Haltepunkt / Haltestelle                       | 3,0  | Köslin Friedhof (Koszalin Żalno)                           | Köslin Friedhof (Koszalin Żalno)                           |
| Haltepunkt / Haltestelle                                  | 4,5  | Krettmin (Kretomino)                                       | Krettmin (Kretomino)                                       |
| Bahnübergang                                              |      | Straße Kolberg–Köslin–Bublitz–Neustettin (Landesstraße 11) | Straße Kolberg–Köslin–Bublitz–Neustettin (Landesstraße 11) |
| Haltepunkt / Haltestelle                                  | 8,6  | Bonin (Bonin)                                              | Bonin (Bonin)                                              |
| Bahnübergang                                              |      | Straße Kolberg–Neustettin (Landesstraße 11)                | Straße Kolberg–Neustettin (Landesstraße 11)                |
| Bahnhof                                                   | 11,8 | Manow (Manowo)                                             | Manow (Manowo)                                             |
| Abzweig ehemals geradeaus und nach rechts                 |      | Strecke nach Schwellin–Bublitz                             | Strecke nach Schwellin–Bublitz                             |
| Haltepunkt / Haltestelle (Strecke außer Betrieb)          | 12,5 | Manow Gutsweiche (Manowice)                                | Manow Gutsweiche (Manowice)                                |
| Bahnhof (Strecke außer Betrieb)                           | 16,6 | Seidel (Wyszewo)                                           | Seidel (Wyszewo)                                           |
| Haltepunkt / Haltestelle (Strecke außer Betrieb)          | 18,8 | Leopoldshöhe (Smogorzewice Korzybskie)                     | Leopoldshöhe (Smogorzewice Korzybskie)                     |
| Haltepunkt / Haltestelle (Strecke außer Betrieb)          | 23,1 | Viverow (Wiewiórowo)                                       | Viverow (Wiewiórowo)                                       |
| Haltepunkt / Haltestelle (Strecke außer Betrieb)          | 26,9 | Kösternitz Anschluss (Kościernica Łącznica)                | Kösternitz Anschluss (Kościernica Łącznica)                |
| Haltepunkt / Haltestelle (Strecke außer Betrieb)          | 27,6 | Kösternitz (Kr. Schlawe) (Kościernica Wąskotorowa)         | Kösternitz (Kr. Schlawe) (Kościernica Wąskotorowa)         |
| Bahnübergang (Strecke außer Betrieb)                      |      | Straße Köslin–Pollnow (Woiwodschaftsstraße 206)            | Straße Köslin–Pollnow (Woiwodschaftsstraße 206)            |
| Bahnhof (Strecke außer Betrieb)                           | 32,2 | Natzlaff ab hier Schlawer Kleinbahn (Nacław)               | Natzlaff ab hier Schlawer Kleinbahn (Nacław)               |
| Bahnübergang (Strecke außer Betrieb)                      |      | Straße Köslin–Pollnow (Woiwodschaftsstraße 206)            | Straße Köslin–Pollnow (Woiwodschaftsstraße 206)            |
| Haltepunkt / Haltestelle (Strecke außer Betrieb)          | 35,4 | Nadebahr (Nadbór)                                          | Nadebahr (Nadbór)                                          |
| Abzweig geradeaus und von links (Strecke außer Betrieb)   |      | Schlawer Kleinbahn nach Schlawe                            | Schlawer Kleinbahn nach Schlawe                            |
| Haltepunkt / Haltestelle (Strecke außer Betrieb)          | 38,9 | Jatzingen (Jacinki)                                        | Jatzingen (Jacinki)                                        |
| Abzweig geradeaus und von links (Strecke außer Betrieb)   |      | Strecke nach Zollbrück                                     | Strecke nach Zollbrück                                     |
| Bahnhof (Strecke außer Betrieb)                           | 44,5 | Pollnow (Polanów)                                          | Pollnow (Polanów)                                          |
| Abzweig geradeaus und nach rechts (Strecke außer Betrieb) |      | Strecke nach Bublitz–Gramenz                               | Strecke nach Bublitz–Gramenz                               |

| Strecke                                                  |      | Kleinbahnstrecke von Köslin                                  | Kleinbahnstrecke von Köslin                                  |
| Bahnhof                                                  | 11,8 | Manow (Manowo)                                               | Manow (Manowo)                                               |
| Abzweig geradeaus und ehemals nach links                 |      | Kleinbahnstrecke nach Natzlaff–Pollnow                       | Kleinbahnstrecke nach Natzlaff–Pollnow                       |
| ehemaliger Haltepunkt / Haltestelle                      | 14,7 | Finkenborn (Przbyradz)                                       | Finkenborn (Przbyradz)                                       |
| ehemaliger Haltepunkt / Haltestelle                      | 16,7 | Wilhelmstal (Kr. Köslin) (Żabowa)                            | Wilhelmstal (Kr. Köslin) (Żabowa)                            |
| ehemaliger Haltepunkt / Haltestelle                      | 18,3 | Grünhof (Zacisze)                                            | Grünhof (Zacisze)                                            |
| Brücke über Wasserlauf                                   |      | Radüe (Radew)                                                | Radüe (Radew)                                                |
| Haltepunkt / Haltestelle                                 | 19,7 | Roßnow (Rosnowo Wąskotorowe)                                 | Roßnow (Rosnowo Wąskotorowe)                                 |
| Haltepunkt / Haltestelle (Strecke außer Betrieb)         | 21,0 | Hirschfelde (Kr. Köslin) (Gniewice)                          | Hirschfelde (Kr. Köslin) (Gniewice)                          |
| Haltepunkt / Haltestelle (Strecke außer Betrieb)         | 21,9 | Kursewanz (Kurozwęcz)                                        | Kursewanz (Kurozwęcz)                                        |
| Haltepunkt / Haltestelle (Strecke außer Betrieb)         | 25,1 | Krampe (Kr. Köslin) (Krępica)                                | Krampe (Kr. Köslin) (Krępica)                                |
| Haltepunkt / Haltestelle (Strecke außer Betrieb)         | 26,0 | Krampe Dorf (Krępa Koszalińska)                              | Krampe Dorf (Krępa Koszalińska)                              |
| Abzweig geradeaus und von rechts (Strecke außer Betrieb) |      | Bahnstrecke von Springkrug–Belgard                           | Bahnstrecke von Springkrug–Belgard                           |
| Bahnhof (Strecke außer Betrieb)                          | 28,8 | Schwellin (Świelino)                                         | Schwellin (Świelino)                                         |
| Bahnübergang (Strecke außer Betrieb)                     |      | Straße Dargen–Tietzow–Hansfelde                              | Straße Dargen–Tietzow–Hansfelde                              |
| Haltepunkt / Haltestelle (Strecke außer Betrieb)         | 32,2 | Hufenberg (Bożniewice)                                       | Hufenberg (Bożniewice)                                       |
| Bahnübergang (Strecke außer Betrieb)                     |      | Straße Bublitz–Groß Tychow–Belgard (Woiwodschaftsstraße 169) | Straße Bublitz–Groß Tychow–Belgard (Woiwodschaftsstraße 169) |
| Haltepunkt / Haltestelle (Strecke außer Betrieb)         | 35,9 | Dubbertech (Dobrociechy)                                     | Dubbertech (Dobrociechy)                                     |
| Haltepunkt / Haltestelle (Strecke außer Betrieb)         | 39,5 | Goldbeck (Kr. Köslin) (Głodowoa Koszalińska)                 | Goldbeck (Kr. Köslin) (Głodowoa Koszalińska)                 |
| Bahnübergang (Strecke außer Betrieb)                     |      | Woiwodschaftsstraße 169                                      | Woiwodschaftsstraße 169                                      |
| Haltepunkt / Haltestelle (Strecke außer Betrieb)         | 40,5 | Goldbeck Haltepunkt (Głodowiec)                              | Goldbeck Haltepunkt (Głodowiec)                              |
| Bahnübergang (Strecke außer Betrieb)                     |      | Straße Kolberg–Köslin–Bublitz–Neustettin (Landesstraße 11)   | Straße Kolberg–Köslin–Bublitz–Neustettin (Landesstraße 11)   |
| Abzweig geradeaus und von links (Strecke außer Betrieb)  |      | Strecke von Zollbrück–Pollnow                                | Strecke von Zollbrück–Pollnow                                |
| Bahnhof (Strecke außer Betrieb)                          | 45,6 | Bublitz Kleinbahnhof (Bobolice)                              | Bublitz Kleinbahnhof (Bobolice)                              |
| Strecke (außer Betrieb)                                  |      | Strecke nach Gramenz                                         | Strecke nach Gramenz                                         |

| Abzweig ehemals geradeaus und von links                   |      | Bahnstrecken nach Köslin–Danzig bzw. Körlin–Kolberg   | Bahnstrecken nach Köslin–Danzig bzw. Körlin–Kolberg   |
| Bahnhof                                                   | 0,0  | Belgard Reichsbahnhof (Białogard Miasto)              | Belgard Reichsbahnhof (Białogard Miasto)              |
| Abzweig ehemals geradeaus und nach rechts                 |      | Bahnstrecke nach Schivelbein – Stargard in Pommern    | Bahnstrecke nach Schivelbein – Stargard in Pommern    |
| Haltepunkt / Haltestelle (Strecke außer Betrieb)          | 0,6  | Belgard Kleinbahnhof (Białogard Wąskotorowy)          | Belgard Kleinbahnhof (Białogard Wąskotorowy)          |
| Abzweig geradeaus und nach rechts (Strecke außer Betrieb) |      | Kleinbahnstrecke nach Rarfin                          | Kleinbahnstrecke nach Rarfin                          |
| Haltepunkt / Haltestelle (Strecke außer Betrieb)          | 1,3  | Belgard Haltepunkt (Białogard Wąskotorowy Przystanek) | Belgard Haltepunkt (Białogard Wąskotorowy Przystanek) |
| Haltepunkt / Haltestelle (Strecke außer Betrieb)          | 3,4  | Denzin (Dębczyno)                                     | Denzin (Dębczyno)                                     |
| Haltepunkt / Haltestelle (Strecke außer Betrieb)          | 5,6  | Roggow–Boissin (Rogowo-Byszyno)                       | Roggow–Boissin (Rogowo-Byszyno)                       |
| Bahnübergang (Strecke außer Betrieb)                      |      | Straße Kolberg–Bad Polzin (Woiwodschaftsstraße 163)   | Straße Kolberg–Bad Polzin (Woiwodschaftsstraße 163)   |
| Haltepunkt / Haltestelle (Strecke außer Betrieb)          | 7,9  | Springkrug (Moczyłki)                                 | Springkrug (Moczyłki)                                 |
| Abzweig geradeaus und nach rechts (Strecke außer Betrieb) |      | Strecke nach Neustettin                               | Strecke nach Neustettin                               |
| Haltepunkt / Haltestelle (Strecke außer Betrieb)          | 9,3  | Siedkow Schneidemühle (Zytelkowo)                     | Siedkow Schneidemühle (Zytelkowo)                     |
| Brücke über Wasserlauf (Strecke außer Betrieb)            |      | Leitznitz (Leśnica)                                   | Leitznitz (Leśnica)                                   |
| Bahnübergang (Strecke außer Betrieb)                      |      | Straße Klempin–Neu Buckow                             | Straße Klempin–Neu Buckow                             |
| Haltepunkt / Haltestelle (Strecke außer Betrieb)          | 11,2 | Klein Dubberow (Dobrówko)                             | Klein Dubberow (Dobrówko)                             |
| Haltepunkt / Haltestelle (Strecke außer Betrieb)          | 12,4 | Groß Dubberow (Dobrowo Białogardzkie)                 | Groß Dubberow (Dobrowo Białogardzkie)                 |
| Haltepunkt / Haltestelle (Strecke außer Betrieb)          | 16,0 | Schlennin Kalksandsteinfabrik (Słoninko)              | Schlennin Kalksandsteinfabrik (Słoninko)              |
| Haltepunkt / Haltestelle (Strecke außer Betrieb)          | 16,7 | Schlennin (Słonino)                                   | Schlennin (Słonino)                                   |
| Bahnübergang (Strecke außer Betrieb)                      |      | Straße Köslin–Bad Polzin (Woiwodschaftsstraße 167)    | Straße Köslin–Bad Polzin (Woiwodschaftsstraße 167)    |
| Brücke über Wasserlauf (Strecke außer Betrieb)            |      | Kautel (Chotla)                                       | Kautel (Chotla)                                       |
| Haltepunkt / Haltestelle (Strecke außer Betrieb)          | 19,2 | Neu Buckow (Bukówko)                                  | Neu Buckow (Bukówko)                                  |
| Haltepunkt / Haltestelle (Strecke außer Betrieb)          | 22,4 | Alt Buckow (Bukowo Białogardzkie)                     | Alt Buckow (Bukowo Białogardzkie)                     |
| Haltepunkt / Haltestelle (Strecke außer Betrieb)          | 26,4 | Tietzow (Tyczewo)                                     | Tietzow (Tyczewo)                                     |
| Abzweig geradeaus und von links (Strecke außer Betrieb)   |      | Kleinbahnstrecke von Manow–Köslin                     | Kleinbahnstrecke von Manow–Köslin                     |
| Bahnhof (Strecke außer Betrieb)                           | 32,0 | Schwellin (Świelino)                                  | Schwellin (Świelino)                                  |
| Strecke (außer Betrieb)                                   |      | Kleinbahnstrecke nach Bublitz                         | Kleinbahnstrecke nach Bublitz                         |

| Abzweig ehemals geradeaus und von links                               |      | Strecken nach Köslin–Danzig und Körlin–Kolberg         | Strecken nach Köslin–Danzig und Körlin–Kolberg         |
| Bahnhof                                                               | 0,0  | Belgard Reichsbahnhof (Białogard Miasto)               | Belgard Reichsbahnhof (Białogard Miasto)               |
| Abzweig ehemals geradeaus und nach rechts                             |      | Bahnstrecke nach Schivelbein – Stargard in Pommern     | Bahnstrecke nach Schivelbein – Stargard in Pommern     |
| Abzweig geradeaus und nach links (Strecke außer Betrieb)              |      | Kleinbahnstrecke nach Schwellin                        | Kleinbahnstrecke nach Schwellin                        |
| Haltepunkt / Haltestelle (Strecke außer Betrieb)                      | 0,6  | Belgard Kleinbahnhof (Białogard Wąskotorowy)           | Belgard Kleinbahnhof (Białogard Wąskotorowy)           |
| Haltepunkt / Haltestelle (Strecke außer Betrieb)                      | 4,3  | Lenzen Wiesenhof (Łęczenko)                            | Lenzen Wiesenhof (Łęczenko)                            |
| Haltepunkt / Haltestelle (Strecke außer Betrieb)                      | 6,3  | Lenzen Ziegelei (Łęczno)                               | Lenzen Ziegelei (Łęczno)                               |
| Bahnübergang (Strecke außer Betrieb)                                  |      | Straße Belgard–Stolzenberg                             | Straße Belgard–Stolzenberg                             |
| Haltepunkt / Haltestelle (Strecke außer Betrieb)                      | 7,4  | Kamissow–Standemin (Kamosowo Stanomino)                | Kamissow–Standemin (Kamosowo Stanomino)                |
| Haltepunkt / Haltestelle (Strecke außer Betrieb)                      | 8,5  | Kamissow (Kamosowo)                                    | Kamissow (Kamosowo)                                    |
| Haltepunkt / Haltestelle (Strecke außer Betrieb)                      | 11,4 | Natztow (Nasutowo)                                     | Natztow (Nasutowo)                                     |
| Bahnübergang (Strecke außer Betrieb)                                  |      | Straße Lenzen–Körlin                                   | Straße Lenzen–Körlin                                   |
| Haltepunkt / Haltestelle (Strecke außer Betrieb)                      | 13,1 | Sager (Zagórze)                                        | Sager (Zagórze)                                        |
| Haltepunkt / Haltestelle (Strecke außer Betrieb)                      | 16,2 | Groß Reichow (Rychowo)                                 | Groß Reichow (Rychowo)                                 |
| Haltepunkt / Haltestelle (Strecke außer Betrieb)                      | 17,2 | Podewils (Kr. Belgard) (Podwilcze)                     | Podewils (Kr. Belgard) (Podwilcze)                     |
| Bahnhof (Strecke außer Betrieb)                                       | 20,0 | Rarfin (Rarwino)                                       | Rarfin (Rarwino)                                       |
| Strecke (außer Betrieb)                                               |      | 1951: Bahnanschluss nach Lepino (ehem. Leppin)         | 1951: Bahnanschluss nach Lepino (ehem. Leppin)         |
| Haltepunkt / Haltestelle (Strecke außer Betrieb)                      |      | 1951: Lepino Trójkąt (Gleisdreieck Leppin)             | 1951: Lepino Trójkąt (Gleisdreieck Leppin)             |
| Abzweig geradeaus, nach rechts und von rechts (Strecke außer Betrieb) |      | von und nach Gościno (ehem Groß Jestin)                | von und nach Gościno (ehem Groß Jestin)                |
| Strecke (außer Betrieb)                                               |      | Kleinbahnanschluss nach Sławoborze (ehem. Stolzenberg) | Kleinbahnanschluss nach Sławoborze (ehem. Stolzenberg) |

Die Köslin–Belgarder Bahnen waren seit 1. Januar 1940 ein Betriebsteil der Pommerschen Landesbahnen mit einem umfangreichen Schmalspurnetz.

## AG Kleinbahn Köslin–Natzlaff

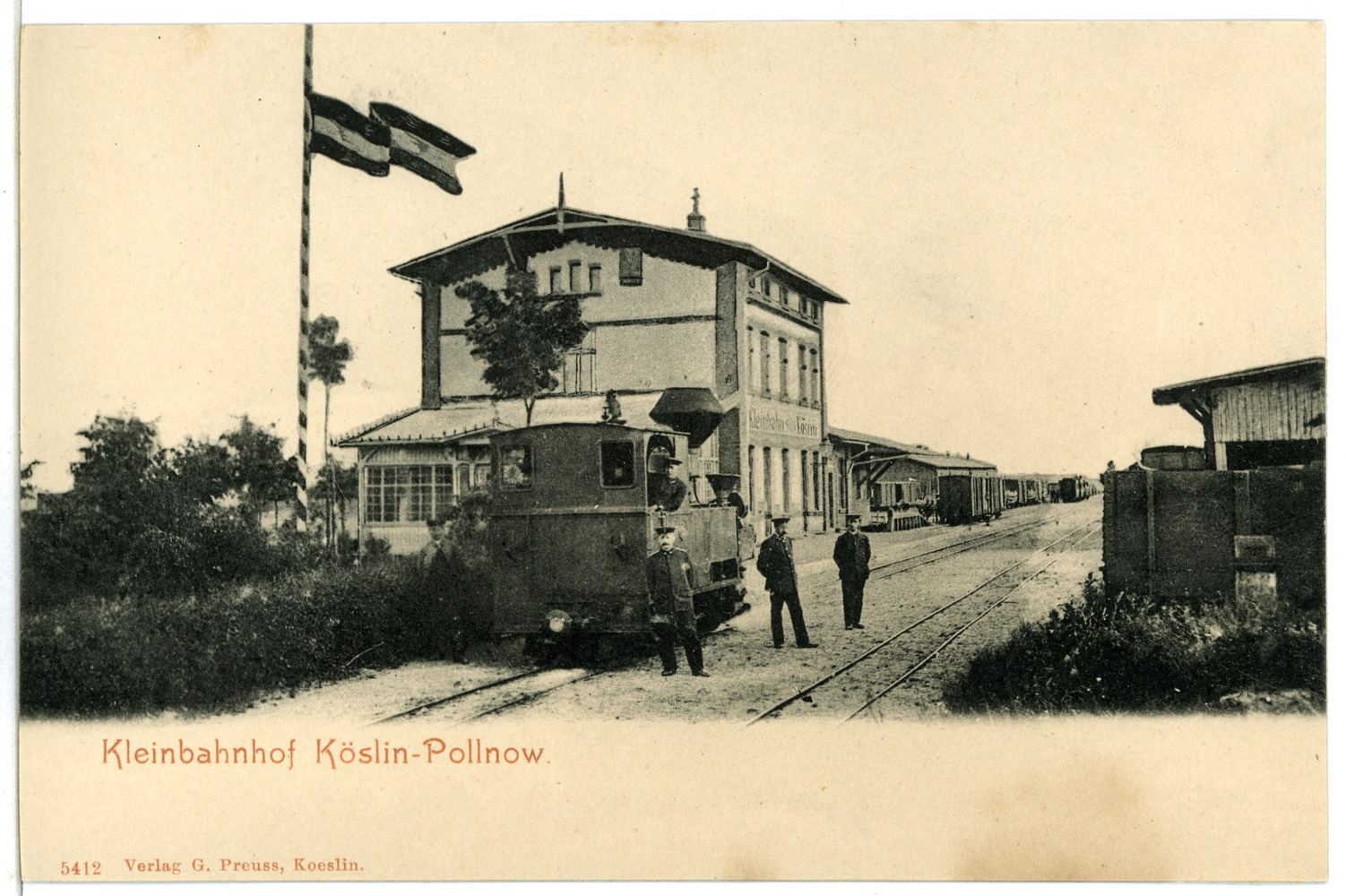
Kleinbahnhof in Köslin mit Lokomotive

Während die beiden hinterpommerschen Kreisstädte Belgard und Köslin bereits 1859 untereinander und mit der Provinzhauptstadt Stettin durch die Bahnstrecke Stargard–Danzig der Berlin-Stettiner Eisenbahn-Gesellschaft verbunden waren, erhielt der Nachbarkreis Bublitz erst 1896/97 einen Anschluss an die Preußische Staatsbahn. Danach blieb das Schienennetz noch lückenhaft. Um diesem Mangel abzuhelfen, wurde ein umfangreiches Kleinbahnnetz in der Spurweite von 750 mm erbaut.
Nachdem im Nachbarkreis Schlawe im Jahr 1897 eine Kleinbahn eröffnet worden war, wurde am 17. Februar 1898 die AG Kleinbahn Köslin–Natzlaff gegründet. Deren Strecke wurde am 1. November 1898 eröffnet und führte von Köslin in östlicher Richtung über Manow nach Viverow im Kreis Bublitz und erreichte nach 32 Kilometern Natzlaff im Kreis Schlawe. Die 7 Kilometer lange Fortsetzung nach Jatzingen war zum selben Zeitpunkt von der Schlawer Kreisbahn hergestellt und an die Kleinbahn Köslin–Natzlaff verpachtet worden; somit konnte diese die bereits am 21. Dezember 1897 in Betrieb genommene Strecke Schlawe–Pollnow erreichen und ihre Züge von Köslin bis Pollnow durchführen. Als Bauunternehmen für beide Kleinbahngesellschaften war die Lokomotivfabrik Krauss aus München tätig gewesen. 
Als die Schlawer Kleinbahn ihre Strecke Schlawe–Pollnow 1934 auf Normalspur umbaute, erhielt der gemeinsam befahrene, fünf Kilometer lange Abschnitt Jatzingen – Pollnow ein Dreischienengleis.

## AG der vereinigten Kleinbahnen der Kreise Köslin, Bublitz, Belgard
Um den weiteren Ausbau des Kleinbahnnetzes zu verwirklichen wurde nach sieben Jahren die Gesellschaft erweitert, an der nun der Preußische Staat, die Provinz Pommern und die interessierten Kreise beteiligt waren. Sie nannte sich ab 1. September 1905 AG der vereinigten Kleinbahnen der Kreise Köslin, Bublitz, Belgard und nahm am 1. November 1905 den Hauptteil ihres Netzes in Betrieb:
a) in Manow zweigte von der Strecke Köslin–Natzlaff eine Trasse nach Süden ab über Schwellin zur damaligen Kreisstadt Bublitz (34 km);
b) von dieser Strecke führte ab Schwellin ein Zweig in westlicher Richtung nach der Kreisstadt Belgard (32 km).
c) Von Belgard gab es schließlich ab 16. September 1909 noch eine 20 Kilometer lange Stichbahn nach Rarfin. Somit umfasste das eigene Netz insgesamt 118 Kilometer Länge. Außerdem wurden 12 Kilometer Strecke der Schlawer Kreisbahn befahren.

## Köslin–Bublitz, Belgarder Kleinbahn AG
Nachdem der Kreis Bublitz im Jahr 1932 an den Kreis Köslin angeschlossen worden war, wurde der Name der Gesellschaft geändert. Ab 12. April 1933 lautete die Firma Köslin–Bublitz, Belgarder Kleinbahn AG.
Die am 29. Mai 1898 von der Schlawer Kreisbahn erbaute Stichbahn Pollnow–Sydow–Breitenberg wurde 1934 nach der Umspurung der Strecke Schlawe–Pollnow an die Köslin–Bublitz, Belgarder Kleinbahn AG verpachtet, da diese weiterhin nur Schmalspurstrecken betrieb.
Damit erhöhte sich die Gesamtbetriebslänge ab 1934 auf 145 km. Der südlichste Teil von Sydow nach Breitenberg (fünf Kilometer lang) wurde nur von Güterzügen befahren. Immerhin verkehrten 1944 werktags zwei Personenzugpaare zwischen Köslin und Sydow. Auf den anderen Strecken beschränkte sich das Angebot im Personenverkehr auf diesen Umfang.
Die Statistik für 1939/40 enthält sieben Dampflokomotiven, 15 Personen-, sechs Pack-, 162 Güter- und 27 Spezialwagen.
Die Kleinbahn-AG, die in den ersten Jahrzehnten seit der Eröffnung den Betrieb selbst geführt hatte, beauftragte ab 1937 damit die Landesbahndirektion Pommern. 1940 verlor die AG ihre Selbständigkeit und wurde Teil der Pommerschen Landesbahnen mit der Bezeichnung Köslin–Belgarder Bahnen. Die Verwaltung übernahm das Landesbahnamt in Köslin.
Neben dem Schienenverkehr betrieb die AG seit dem 18. November 1929 einen Omnibuslinienverkehr, für den 1939 vier Fahrzeuge vorhanden waren. Die vier Linien mit einer Länge von insgesamt 110 Kilometern führten von Köslin nach Bublitz, nach Pollnow, nach Kratzig und nach Jamund.
1945 wurden die Strecken abgebaut und das Material in die Sowjetunion abtransportiert.

## Nach 1945
Ab 1952 wurden von der Polskie Koleje Państwowe (PKP) mit altbrauchbaren Material die Strecken Koszalin–Bobolice, Białogard–Świelino und Białogard–Rarwino in Meterspur wieder aufgebaut, diese Strecke wurde über Rarwino hinaus bis Sławoborze verlängert. Eingesetzt wurden Fahrzeuge anderer pommerscher Bahnen, aber auch Neubauten der PKP. 1984 verkehrten von Białogard nach Świelino täglich drei Zugpaare, nach Sławoborze zwei.
Bis 2001 wurde noch ein Militärflughafen bei Rosnowo bedient. Seitdem war die Strecke Koszalin–Rosnowo stillgelegt. Seit 2005 erhält der Verein Towarzystwo Koszalińskiej Kolei Wąskotorowej die Strecke. Seit 2008 war wieder Zugverkehr möglich, seit 2010 werden touristische Züge gefahren. Für den Betrieb ist neben zwei Triebwagen MBxd2, zwei Diesellokomotiven Lxd2 und einer Lyd2 die Dampflok Px48 3901 vorhanden, eine weitere Px48 ist nicht betriebsfähig. 2022 wurde die Tx7 3502 vom Schmalspurbahnmuseum Gryfice für 30 Jahre übernommen, sie soll wieder betriebsfähig aufgearbeitet werden.